# Liste der Kulturdenkmäler in Impflingen
In der Liste der Kulturdenkmäler in Impflingen sind alle Kulturdenkmäler der rheinland-pfälzischen Ortsgemeinde Impflingen aufgeführt. Grundlage ist die Denkmalliste des Landes Rheinland-Pfalz (Stand: 14. August 2023).

## Einzeldenkmäler
| Bezeichnung                 | Lage                         | Baujahr                            | Beschreibung | Bild                           |
| --------------------------- | ---------------------------- | ---------------------------------- | --- | ------------------------------ |
| Wohnhaus                    | Bruchgasse 5 Lage            | 17. oder 18. Jahrhundert           | barockes Fachwerkhaus, teilweise massiv, Walmdach, 17. oder 18. Jahrhundert                                                                    | weitere Bilder Fotos hochladen |
| Hofanlage                   | Hauptstraße 3 Lage           | 18. Jahrhundert                    | im Kern barocke Hofanlage; Fachwerkhaus, teilweise massiv, 18. Jahrhundert, Haustür bezeichnet 1854                                            | weitere Bilder Fotos hochladen |
| Torbogen                    | Hauptstraße, an Nr. 5 Lage   | 17. Jahrhundert                    | Renaissance-Torbogen, 17. Jahrhundert | Fotos hochladen                |
| Hofanlage                   | Hauptstraße 6 Lage           | Mitte des 18. Jahrhunderts         | Hofanlage; barockes Fachwerkhaus, Mitte des 18. Jahrhunderts, Torbogen mit Nebenpforte, bezeichnet 1741, Wirtschaftsgebäude teilweise Fachwerk | weitere Bilder Fotos hochladen |
| Wohnhaus                    | Hauptstraße 7 Lage           | 18. Jahrhundert                    | barockes Fachwerkhaus, teilweise massiv, Krüppelwalmdach, 18. Jahrhundert                                                                      | weitere Bilder Fotos hochladen |
| Spolien                     | Hauptstraße, an Nr. 10 Lage  | 1771                               | Torbogenschlussstein, bezeichnet 1771; Grenzstein                                                                                              | weitere Bilder Fotos hochladen |
| Hofanlage                   | Hauptstraße 13 Lage          | um 1800                            | Dreiseithof; Fachwerkhaus, teilweise massiv, wohl um 1800, klassizistische Giebelfront                                                         | weitere Bilder Fotos hochladen |
| Brunnen                     | Hauptstraße, bei Nr. 14 Lage | 1784                               | spätbarocker Laufbrunnen, bezeichnet 1784 | weitere Bilder Fotos hochladen |
| Hofanlage                   | Hauptstraße 18 Lage          | zweite Hälfte des 18. Jahrhunderts | Hofanlage; spätbarockes Fachwerkhaus, teilweise massiv, zweite Hälfte des 18. Jahrhunderts                                                     | weitere Bilder Fotos hochladen |
| Wohnhaus                    | Im Saumarkt 6 Lage           | 18. Jahrhundert                    | barockes Fachwerkhaus, teilweise massiv, Galerie, 18. Jahrhundert                                                                              | weitere Bilder Fotos hochladen |
| Rathaus                     | Kirchstraße 1 Lage           | 17. oder 18. Jahrhundert           | Rathaus; im Kern wohl aus dem 17. oder 18. Jahrhundert                                                                                         | weitere Bilder Fotos hochladen |
| Protestantische Pfarrkirche | Kirchstraße 3 Lage           | 1726                               | barocker Saalbau, bezeichnet 1726 | weitere Bilder Fotos hochladen |
| Hofanlage                   | Kirchstraße 4 Lage           | 1736                               | Dreiseithof; barockes Fachwerkhaus, teilweise massiv, bezeichnet 1736                                                                          | weitere Bilder Fotos hochladen |
| Protestantisches Pfarrhaus  | Kirchstraße 5 Lage           | 1747                               | barocker Krüppelwalmdachbau, Fachwerkgiebel, bezeichnet 1747 und 1893 (Umbau)                                                                  | weitere Bilder Fotos hochladen |
| Wohnhaus                    | Kirchstraße 17 Lage          | 18. Jahrhundert                    | spätbarockes Fachwerkhaus, 18. Jahrhundert, Toranlage mit Nebenpforte bezeichnet 1791                                                          | weitere Bilder Fotos hochladen |
| Hofanlage                   | Kirchstraße 20 Lage          | 18. Jahrhundert                    | Hofanlage; barockes Fachwerkhaus, teilweise massiv, verkleidet, 18. Jahrhundert                                                                | weitere Bilder Fotos hochladen |
| Hofanlage                   | Kirchstraße 26 Lage          | 18. Jahrhundert                    | barocke Hofanlage; Fachwerkhaus, 18. Jahrhundert                                                                                               | weitere Bilder Fotos hochladen |